# Aleksandr Afinogenov
Aleksandr Nikolajevitj Afinogenov, född 4 april 1904, död 29 oktober 1941 i Moskva, var en sovjetisk dramatiker.
Afinogenov skrev på 1920-talet en rad populära pjäser som behandlar problemen kring den gamla intelligentians försök att anpassa sig till det nya sovjetsamhället. Särskilt Fruktan (1931) väckte uppseende och debatt.